# Agustín Tapia
Darío Agustín Tapia Nievas (Catamarca, 24 de julio de 1999), conocido como Agustín Tapia, es un jugador profesional de pádel argentino. Actualmente ocupa la 1.ª posición en el ranking FIP, es diestro y juega en el revés junto a Arturo Coello. Ambos forman la mejor pareja de pádel del mundo.
A pesar de su corta edad, ha jugado con algunos de los mejores jugadores de la historia, como Juan Martín Díaz, Fernando Belasteguín y Pablo Lima, hasta convertirse en número 1 del mundo al ganar el Open de Vigo de 2023 con Arturo. Repitieron la hazaña en 2024, el primer año de Premier Padel como circuito principal. 
Es conocido en el mundo del pádel como "El Mozart de Catamarca" por su talento innato y su estilo de juego elegante y exquisito.

## Carrera deportiva
Agustín Tapia comenzó su carrera en el World Padel Tour en 2018, comenzando con Marcello Jardim como pareja deportiva. En el Catalunya Master, disputado en marzo de ese año, ya comenzó a destacar, llegando ambos hasta los cuartos de final.
A mitad de la temporada 2019, Fernando Belasteguín se convirtió en su nueva pareja deportiva. Juntos lograron el Madrid Master en septiembre de 2019, convirtiéndose en el primer título de Tapia, y con sólo 20 años de edad. También llegaron a la final del Master Final, donde cayeron frente a Alejandro Galán y Pablo Lima.
En 2020 continuaron juntos. Durante la temporada regular, afectada por la pandemia COVID-19, pudieron ganar "únicamente" el Sardegna Open en septiembre. Justo antes de debutar en cuartos del Master Final en Menorca, Bela y Tapia anunciaron en un emotivo vídeo que no continuarían como pareja para la temporada siguiente, por lo que ese era su último torneo juntos. Felizmente para ambos, lograron vencer en la final a la pareja 1, Lebrón y Galán, por 6-3 y 7-6 en un partido memorable que culminó con un tie-break de 24 puntos, para convertirse así en el "maestro" más joven con 21 años.
En 2021, Pablo Lima se convirtió en su nueva pareja deportiva y, pese a que lograron alzarse con el título en Las Rozas Open y en el Málaga Open, en septiembre de 2021 decidieron separarse como pareja tras disputar el Open de Lugo. Pocos días después se confirmó que Sanyo Gutiérrez sería su nueva pareja para lo que restaba de temporada. Juntos consiguieron un torneo antes de acabar el año, el Open de Malmö, tras vencer en la final a la pareja 2, Paquito Navarro y Martín Di Nenno, por 7-5 y 6-0.
En 2022 Tapia siguió jugando junto a Sanyo durante todo el año. Su primera mitad de temporada fue muy buena; lograron llegar mínimo a semifinales durante los primeros 13 torneos (hasta septiembre) y ganar 5 de ellos, lo que les permitió colocarse como la segunda mejor pareja del mundo y acercarse notoriamente a los número 1 Lebrón y Galán en el ranking. Sin embargo, no pudieron mantener el nivel de juego durante los últimos meses de competición; tan sólo pasaron de cuartos de final en 2 de los últimos 9 torneos del año de WPT. Finalmente terminaron como pareja 2 de ranking con más de 10.000 puntos cada uno, y tras el Master Final de Barcelona anunciaron oficialmente su separación. Antes de finalizar el año, confirmando los rumores de las últimas semanas, Tapia comunicó que su nueva pareja para 2023 sería el aún más joven Arturo Coello. Esta unión generó cierto impacto en los seguidores del pádel, pues muchos de ellos consideraban que esta joven dupla tenía el potencial suficiente como para conseguir el número 1 del ranking y romper así la hegemonía de 3 años de Juan Lebrón y Alejandro Galán en el pádel mundial.
En 2023, Tapia y Coello iniciaron el año de la mejor manera posible, venciendo en la final de Abu Dhabi Master precisamente a Lebrón y Galán por 7-6 y 6-3, dejando claro que son capaces de pelear el número 1 del ranking este año. 
También en 2023 han ganado el torneo de La Rioja Open en Argentina, donde por la cercanía con su Catamarca natal hizo que Tapia fuera local durante toda la competición. En la final vencieron sin atenuantes a unos jóvenes Libaak y Augsburguer por 6-1 y 6-0. 
Para seguir con el buen rendimiento, en la tercera cita de World Padel Tour de 2023, en el Chile Open, Tapia volvió a coronarse campeón junto a Coello, superando nuevamente en la final a Lebrón y Galán por 6-4, 6-7 y 7-5, en un partido marcado por la polémica arbitral en el segundo set. 

## Palmaŕes

### Premier Padel

#### Títulos
| N.º | Año                      | Torneo         | Categoría | Pareja        | Oponentes en la final              | Resultado          |
| --- | ------------------------ | -------------- | --------- | ------------- | ---------------------------------- | ------------------ |
| 1   | 16 de julio de 2023      | Italy          | Major     | Arturo Coello | Federico Chingotto Paquito Navarro | 7-5 / 7-6(2)       |
| 2   | 23 de julio de 2023      | Madrid         | P1        | Arturo Coello | Federico Chingotto Paquito Navarro | 7-5 / 6-2          |
| 3   | 6 de agosto de 2023      | Mendoza        | P1        | Arturo Coello | Martín Di Nenno Franco Stupaczuk   | 6-2 / 7-6(6)       |
| 4   | 10 de septiembre de 2023 | Paris          | Major     | Arturo Coello | Federico Chingotto Paquito Navarro | 7-6(2) / 6-1       |
| 5   | 8 de marzo de 2024       | Qatar          | Major     | Arturo Coello | Javi Garrido Miguel Yanguas        | 6-0 / 6-2          |
| 6   | 24 de marzo de 2024      | Acapulco       | P1        | Arturo Coello | Juan Lebrón Alejandro Galán        | 6-0 / 6-4          |
| 7   | 31 de marzo de 2024      | Puerto Cabello | P2        | Arturo Coello | Federico Chingotto Alejandro Galán | 2-6 / 6-3 / 6-3    |
| 8   | 19 de mayo de 2024       | Asunción       | P2        | Arturo Coello | Federico Chingotto Alejandro Galán | 6-1 / 3-6 / 7-6(1) |
| 9   | 3 de junio de 2024       | Santiago       | P1        | Arturo Coello | Federico Chingotto Alejandro Galán | 6-0 / 4-6 / 6-4    |
| 10  | 14 de julio de 2024      | Málaga         | P1        | Arturo Coello | Federico Chingotto Alejandro Galán | 6-2 / 6-3          |
| 11  | 8 de septiembre de 2024  | Madrid         | P1        | Arturo Coello | Federico Chingotto Alejandro Galán | 6-3 / 7-6(3)       |
| 12  | 15 de septiembre de 2024 | Rotterdam      | P1        | Arturo Coello | Federico Chingotto Alejandro Galán | 6-2 / 6-2          |
| 13  | 22 de septiembre de 2024 | Valladolid     | P2        | Arturo Coello | Federico Chingotto Alejandro Galán | 6-4 / 4-6 / 6-3    |
| 14  | 6 de octubre de 2024     | Paris          | Major     | Arturo Coello | Federico Chingotto Alejandro Galán | 6-2 / 6-1          |
| 15  | 10 de noviembre de 2024  | Dubái          | P1        | Arturo Coello | Federico Chingotto Alejandro Galán | 6-4 / 6-3          |
| 16  | 17 de noviembre de 2024  | Kuwait         | P1        | Arturo Coello | Miguel Yanguas Franco Stupaczuk    | 6-4 / 6-2          |
| 17  | 1 de diciembre de 2024   | Mexico         | Major     | Arturo Coello | Miguel Yanguas Franco Stupaczuk    | 4-6 / 6-1 / 6-2    |
| 18  | 8 de diciembre de 2024   | Milano         | P1        | Arturo Coello | Federico Chingotto Alejandro Galán | 6-4 / 7-5          |

#### Finales
| N.º | Año                     | Torneo        | Categoría | Pareja          | Oponentes en la final              | Resultado          |
| --- | ----------------------- | ------------- | --------- | --------------- | ---------------------------------- | ------------------ |
| 1   | 4 de diciembre de 2022  | Monterrey     | Major     | Sanyo Gutiérrez | Arturo Coello Fernando Belasteguín | 3-6 / 6-3 / 3-6    |
| 2   | 2 de marzo de 2024      | Riyadh        | P1        | Arturo Coello   | Juan Lebrón Alejandro Galán        | 7-6 / 4-6 / 4-6    |
| 3   | 28 de abril de 2024     | Bruselas      | P2        | Arturo Coello   | Federico Chingotto Alejandro Galán | 4-6 / 7-6(4) / 2-6 |
| 4   | 26 de mayo de 2024      | Mar del Plata | P1        | Arturo Coello   | Federico Chingotto Alejandro Galán | 6-2 / 2-6 / 2-6    |
| 5   | 23 de junio de 2024     | Rome          | Major     | Arturo Coello   | Federico Chingotto Alejandro Galán | 4-6 / 6-1 / 1-6    |
| 6   | 7 de julio de 2024      | Génova        | P2        | Arturo Coello   | Federico Chingotto Alejandro Galán | 1-6 / 1-6          |
| 7   | 22 de diciembre de 2024 | Barcelona     | PP Finals | Arturo Coello   | Jon Sanz Coki Nieto                | 6-3 / 5-7 / 3-6    |

### World Padel Tour (2019-2023)

#### Títulos
| N.º | Año                      | Torneo               | Pareja               | Oponentes en la final                | Resultado             |
| --- | ------------------------ | -------------------- | -------------------- | ------------------------------------ | --------------------- |
| 1   | 8 de septiembre de 2019  | Madrid Master        | Fernando Belasteguín | Sanyo Gutiérrez Maxi Sánchez         | 6-4 / 6-4             |
| 2   | 13 de septiembre de 2020 | Sardegna Open        | Fernando Belasteguín | Uri Botello Javier Ruiz              | 6-1 / 6-4             |
| 3   | 13 de diciembre de 2020  | Menorca Master Final | Fernando Belasteguín | Juan Lebrón Alejandro Galán          | 6-3 / 7-6(11)         |
| 4   | 11 de julio de 2021      | Las Rozas Open       | Pablo Lima           | Sanyo Gutiérrez Fernando Belasteguín | 6-1 / 6-4             |
| 5   | 8 de agosto de 2021      | Málaga Open          | Pablo Lima           | Martín Di Nenno Paquito Navarro      | 6-2 / 7-6(7)          |
| 6   | 14 de noviembre de 2021  | Malmö Open           | Sanyo Gutiérrez      | Martín Di Nenno Paquito Navarro      | 7-5 / 6-0             |
| 7   | 13 de marzo de 2022      | Reus Open            | Sanyo Gutiérrez      | Juan Lebrón Alejandro Galán          | 6-2 / 6-2             |
| 8   | 22 de mayo de 2022       | Copenhague Open      | Sanyo Gutiérrez      | Maxi Sánchez Luciano Capra           | 5-7 / 7-5 / 6-0       |
| 9   | 12 de junio de 2022      | Viena Open           | Sanyo Gutiérrez      | Juan Lebrón Alejandro Galán          | 6-1 / 0-6 / 7-6(4)    |
| 10  | 10 de julio de 2022      | Valencia Open        | Sanyo Gutiérrez      | Juan Lebrón Alejandro Galán          | 2-6 / 7-5 / 6-4       |
| 11  | 24 de julio de 2022      | Málaga Open          | Sanyo Gutiérrez      | Franco Stupaczuk Pablo Lima          | 7-6(6) / 6-4          |
| 12  | 26 de febrero de 2023    | Abu Dhabi Master     | Arturo Coello        | Juan Lebrón Alejandro Galán          | 7-6(5) / 6-3          |
| 13  | 12 de marzo de 2023      | La Rioja Open        | Arturo Coello        | Tino Libaak Leo Augsburger           | 6-1 / 6-0             |
| 14  | 19 de marzo de 2023      | Chile Open           | Arturo Coello        | Juan Lebrón Alejandro Galán          | 6-4 / 6-7 / 7-5       |
| 15  | 26 de marzo de 2023      | Paraguay Open        | Arturo Coello        | Martín Di Nenno Franco Stupaczuk     | 6-2 / 6-1             |
| 16  | 16 de abril de 2023      | Granada Open         | Arturo Coello        | Martín Di Nenno Franco Stupaczuk     | 6-4 / 7-5             |
| 17  | 30 de abril de 2023      | Bruselas Open        | Arturo Coello        | Martín Di Nenno Franco Stupaczuk     | 7-6(1) / 3-6 / 6-3    |
| 18  | 14 de mayo de 2023       | Vigo Open            | Arturo Coello        | Juan Lebrón Alejandro Galán          | 6-3 / 6-7(4) / 7-6(5) |
| 19  | 28 de mayo de 2023       | Vienna Open          | Arturo Coello        | Martín Di Nenno Franco Stupaczuk     | 6-3 / 6-3             |
| 20  | 4 de junio de 2023       | Marbella Master      | Arturo Coello        | Sanyo Gutiérrez Momo González        | 6-3 / 6-2             |
| 21  | 30 de julio de 2023      | Málaga Open          | Arturo Coello        | Alex Ruiz Juan Tello                 | 7-5 / 7-6(3)          |
| 22  | 26 de noviembre de 2023  | México Open          | Arturo Coello        | Valentino Libaak Leandro Augsburger  | 6-4 / 6-2             |

#### Finales
| N.º | Año                      | Torneo                  | Pareja                  | Oponentes en la final                    | Resultado       |
| --- | ------------------------ | ----------------------- | ----------------------- | ---------------------------------------- | --------------- |
| 1   | 22 de diciembre de 2019  | Barcelona Masters Final | Fernando Belasteguín    | Pablo Lima Alejandro Galán               | 6-7 / 3-6       |
| 2   | 19 de julio de 2020      | Madrid II               | Fernando Belasteguín    | Juan Lebrón Alejandro Galán              | 6-4 / 1-6 / 4-6 |
| 3   | 27 de septiembre de 2020 | Mahón                   | Fernando Belasteguín    | Carlos Daniel Gutiérrez Franco Stupaczuk | 3-6 / 5-7       |
| 4   | 13 de junio de 2021      | Marbella                | Pablo Lima              | Juan Lebrón Alejandro Galán              | 6-7 / 2-6       |
| 5   | 28 de noviembre de 2021  | Buenos Aires            | Carlos Daniel Gutiérrez | Martín Di Nenno Paquito Navarro          | 4-6 / 2-6       |
| 6   | 19 de diciembre de 2021  | Madrid Masters Final    | Carlos Daniel Gutiérrez | Juan Lebrón Alejandro Galán              | 4-6 / 4-6       |
| 7   | 11 de septiembre de 2022 | Cascais                 | Carlos Daniel Gutiérrez | Juan Lebrón Alejandro Galán              | 2-6 / 7-6 / 1-6 |
| 8   | 13 de noviembre de 2022  | Malmö                   | Carlos Daniel Gutiérrez | Juan Lebrón Alejandro Galán              | 6-4 / 1-6 / 2-6 |
| 9   | 25 de junio de 2023      | Valladolid              | Arturo Coello           | Martín Di Nenno Franco Stupaczuk         | 6-4 4-6 6-7     |
| 10  | 24 de septiembre de 2023 | Madrid                  | Arturo Coello           | Martín Di Nenno Franco Stupaczuk         | 5-7 4-6         |
| 11  | 29 de octubre de 2023    | Menorca                 | Arturo Coello           | Juan Lebrón Alejandro Galán              | 3-6 2-6         |

### Campeonato Mundial de Pádel

#### Títulos por equipos
| N.º | Año  | Oponentes en la final | Resultado |
| --- | ---- | --------------------- | --------- |
| 1   | 2022 | España                | 2-1       |
| 2   | 2024 | España                | 2-1       |